# 1064 Aethusa
1064 Aethusa là một tiểu hành tinh bay quanh Mặt Trời. Ban đầu nó có tên là 1926 PA. Nó có đường kính 19 km.